# Alicja Bobrowska
Alicja Schilder z domu Bobrowska (ur. 8 stycznia 1936 we Włodzimierzu, zm. 13 stycznia 2025 w Los Angeles) – polska aktorka, prezenterka telewizyjna, pielęgniarka, malarka, rzeźbiarka, Miss Polonia 1957.

## Życiorys

### Rodzina i edukacja
Urodziła się we Włodzimierzu. Po zakończeniu II wojny światowej zamieszkała z rodzicami w Gdańsku. W 1959 ukończyła studia w Państwowej Wyższej Szkole Teatralnej im. Ludwika Solskiego w Krakowie.

### Kariera
W 1957 zdobyła tytuł I Wicemiss Wybrzeża, otrzymując ponad 2 tys. głosów. Wcześniej wygrała plebiscyt organizowany przez „Dziennik Bałtycki”. W sierpniu 1957 wzięła udział w konkursie Miss Polonia, który wygrała, zostając pierwszą powojenną laureatką tego konkursu piękności. Podczas konkursu piękności Miss Universe 1958, organizowanego w Stanach Zjednoczonych, zajęła 5. miejsce i zdobyła wyróżnienie za najlepsze przemówienie o swoim kraju. Po udziale w konkursie otrzymała wiele propozycji zawodowych, w tym m.in. możliwość podpisania rocznego kontraktu reklamowego z marką Max Factor czy szansę trzyletniej współpracy na planie filmowym u boku aktora Marlona Brando. Bobrowska odrzuciła obie oferty i powróciła do Polski.
W kolejnych latach pracowała jako aktorka teatralna. Debiutowała na scenie Teatru im. Juliusza Słowackiego w Krakowie. Później grała w Teatrze Narodowym i Teatrze Polskim w Warszawie. Przez pół roku była spikerką Telewizji Polskiej. W 1981 wyemigrowała na stałe do Kalifornii, gdzie przez 17 lat pracowała jako pielęgniarka oraz była wolontariuszką na oddziale intensywnej terapii. W 2004 była gościem gali finałowej Miss Polonia.
Po przejściu na emeryturę realizowała się jako artystka sztuki współczesnej; była malarką i rzeźbiarką, m.in. w stylu 3D-Art. Wielokrotnie wystawiała swoje prace w Kalifornii, Chicago i Nowym Jorku.

## Życie prywatne
Była żoną aktora Stanisława Zaczyka, z którym miała syna Macieja. Rodzina mieszkała w wybudowanym przez parę domu na warszawskim Żoliborzu.

## Filmografia
- 1960: Historia współczesna – jako aktorka w filmie oglądanym przez Bielasów (nie występuje w napisach)
- 1962: Jak być kochaną – jako młoda kobieta na lotnisku w Wiedniu
- 1963: Pamiętnik pani Hanki – jako kobieta na raucie
- 1966: Małżeństwo z rozsądku – jako Anna, żona Kwileckiego
- 1967: Paryż – Warszawa bez wizy – jako stewardesa
- 1971: Wizyta – jako Wanda, żona dyrektora
- 1973: Wielka miłość Balzaka – jako aktorka
- 1974: Polizeiruf 110 (odc. „Das Inserat”, DDR) – jako Beate Buchholz